# Parska golobina
Parska golobina je kraška jama v bližini naselja Parje v Pivški dolini. 
Znana je po arheoloških najdbah, leta 1950 jo je raziskoval Srečko Brodar, leta 1953 pa njegov sin Mitja Brodar, in v njej našla števine predmete iz starejše kamene dobe in bronaste dobe. Na ta račun je bila razglašena za kulturni spomenik lokalnega pomena.